# Кастело Монтерико (Ређо Емилија)
Кастело Монтерико је насеље у Италији у округу Ређо Емилија, региону Емилија-Ромања.
Према процени из 2011. у насељу је живело 82 становника. Насеље се налази на надморској висини од 251 м.